# کاخ رضاشاهی گچسر
کاخ رضا شاهی گچسر مربوط به دوره پهلوی اول است و در شهرستان کرج، بخش مرکزی، روستای گچسر واقع شده و این اثر در تاریخ ۱۰ دی ۱۳۸۱ با شمارهٔ ثبت ۶۵۷۵ به‌عنوان یکی از آثار ملی ایران به ثبت رسیده است.

## نگارخانه

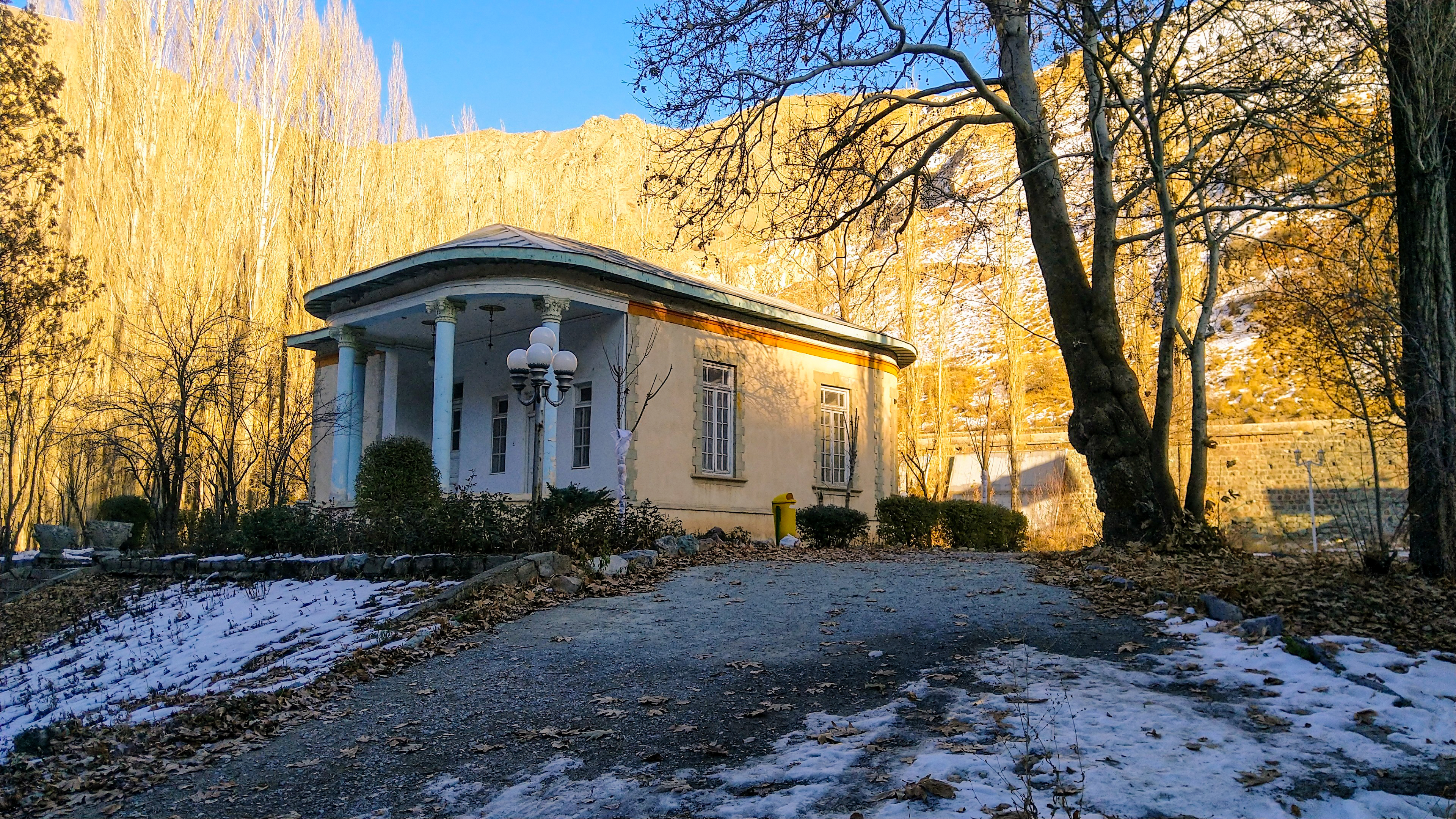
کاخ رضاشاهی گچسر
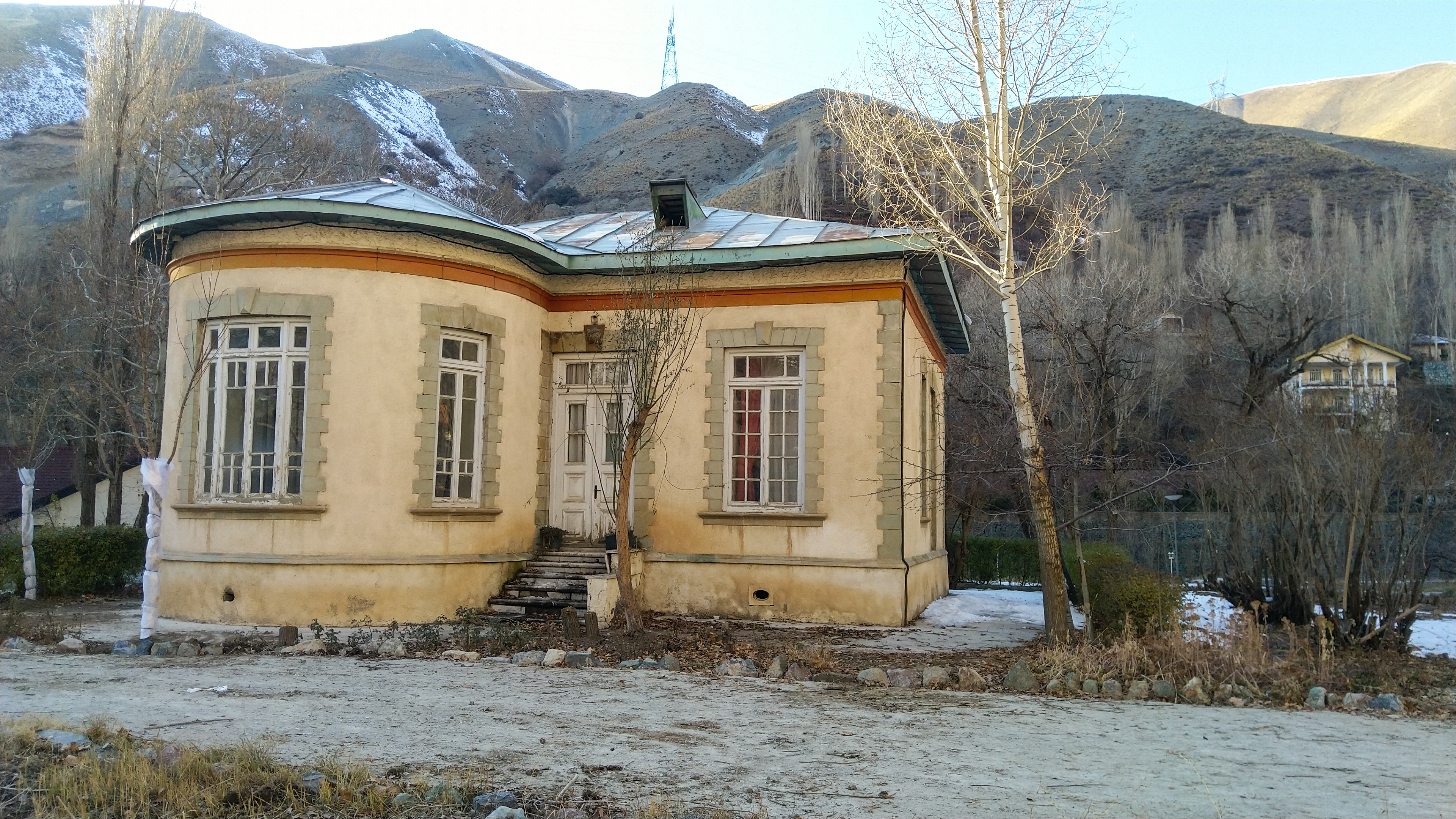
کاخ رضاشاهی گچسر
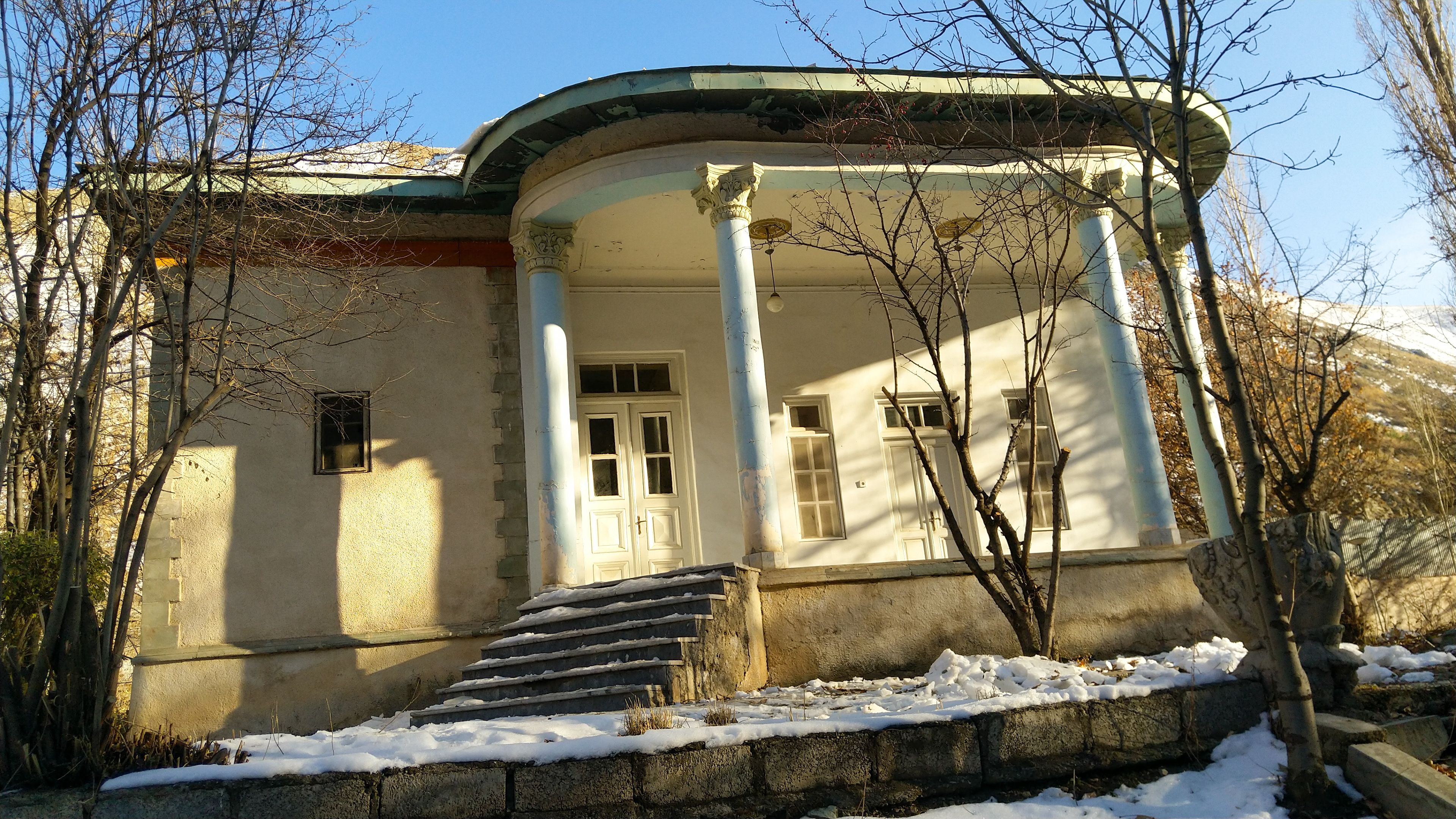
کاخ رضاشاهی گچسر